# Kojiro Akagi
Pour les articles homonymes, voir Akagi.
Kojiro Akagi (赤木 曠児郎), né le 3 janvier 1934 à Okayama et mort le 15 février 2021 dans la même ville, est un artiste-peintre japonais.

## Biographie
Kojiro Akagi naît le 3 janvier 1934 à Okayama sur Honshū au Japon. Il obtient une licence en sciences physiques à l'université d'Okayama en 1956. Il quitte le Japon pour Paris en 1963. Il entre par la suite à l'École nationale supérieure des beaux-arts de Paris à l'Atelier Brianchon puis Mattey. Il reçoit plusieurs prix de 1971 à 1975, notamment au Salon des artistes français.
Membre du comité de la Société Nationale des Beaux-Arts, il s'y lie d'amitié avec ses confrères, peintre figuratifs comme lui, notamment Pierre-Henry et Maurice Boitel.
Il reçoit deux médailles du Ruban Bleu Foncé de la part du gouvernement japonais en 1994 et 1998, puis en 2002 un diplôme d'Honneur et une Coupe argent du Ministre des Affaires Étrangères Japonais, et enfin l'ordre du Soleil levant rayons d'or avec rosette, grade d'officier, en 2005. Par la France, il est fait chevalier de l'ordre des Arts et des Lettres en 2014.
Il produit environ dix œuvres par an, qu'il reproduit et classe dans un volume appelé Peintures du Paris d'Akagi qui compte déjà cinq tomes.

## Technique et style de peinture
Kojiro Akagi travaille d’après nature, posant son chevalet au gré de ses balades parisiennes. Souvent, il étonne les passants par le choix de ses sujets, la minutie de son travail et sa technique singulière.
Grand érudit, ce fin connaisseur de l'histoire et de la culture françaises est aussi un grand maître de la peinture à l'huile et du dessin "à main levée", principalement hyper figuratif avec une technique très aboutie, qui lui est propre et qui a fait l'objet de textes de critique d'art et films.
Pour chacune de ses aquarelles, Akagi travaille sur le motif, en plein air, dans le froid ou par temps de canicule, avec des jumelles, durant un mois et demi, à raison de 10 à 12 heures par jour. Ses aquarelles sont retranscrites sur de grandes toiles à l'atelier la nuit, tout d'abord avec une mire pour fixer son image peinte de façon impressionniste, bientôt totalement recouverte pour créer un Akagi. Ses estampes sont dessinées par lui-même et non par un maître graveur. Elles semblent identiques à l’aquarelle du départ, mais sont alors totalement réinventées, comme dans un jeu des 7 erreurs.

### Des œuvres reconnaissables par leurs lignes rouges et blanches
Ces œuvres privilégient le patrimoine historique : monuments emblématiques, façades d’immeubles, quartiers anciens… Si la peinture à l’huile est très présente dans son travail, il crée également des dessins à l’aquarelle et des lithographies.
Ses créations se distinguent par une observation rigoureuse de l’architecture et de l’espace, renforcée par un procédé unique qu’Akagi a découvert et su rendre à la perfection : une peinture à l’huile aux lignes rouges ou blanches en relief épais.
Il utilise de l’encre de Chine pour définir les contours du dessin, puis le colore à l’aquarelle, toujours sur place, afin de capter les couleurs originales de son modèle.
Ainsi, en arpentant avec obstination chaque quartier de la capitale et en représentant avec une grande précision la ville sous ses multiples facettes, Kojiro Akagi mérite d’être reconnu comme le plus parisien des artistes japonais. Et en se penchant sur la mémoire de chacun de ses lieux et sites, il est devenu également un fin connaisseur de histoire de « sa » ville : Paris. Sa carrière de peintre ayant duré plus de cinquante ans, ses œuvres sont aussi un témoignage unique de l'évolution de la ville entre 1970 et 2020.
Kojiro Akagi est représenté par la Galerie de Paris, située au Village Suisse.
Il a légué l'ensemble de ses œuvres au Fonds de Dotation Kojiro Akagi, qui a pour mission de promouvoir ses œuvres et d'aider les artistes japonais souhaitant travailler en France.

## Expositions publiques en France
- 1978-1979 : « Mon Paris », musée Carnavalet de la ville de Paris.
- 1983 : invité d'honneur du Salon des artistes indépendants normands, Rouen.
- 1986 : Akagi - Paris Architecture, foyer des lycéens.
- 1993 : Paris d'Akagi, espace Mitsukoshi Étoile (manifestation 10e anniversaire de l'amitié entre les deux villes Paris-Tokyo)
- 1998 : Paris d'Akagi, bibliothèque Trocadéro.
- 2002 : Akagi - Du pays du soleil levant au Paris de l'est, mairie du 20e arrondissement de Paris.
- 2002 : « Invité rétrospective de l'année » (avec Kisling) salon des Indépendants.
- 2004 : Akagi, 40 ans à Paris 1963-2003, Paris-Musées, crypte archéologique.
- 2008 : France Japon : un siècle et demi de regard croisé, Mathurin Méheut, Kojiro Akagi, mairie du 9e et en parallèle à la Maison de la Bretagne.
- 2009 : Kojiro Akagi connu et inconnu[4], mairie du 5e.
- 2012 : Exposition Akagi, Yôkoso !, Paris mairie du 8e mairie du 8e.
- 2015 : Exposition Kojiro Akagi, Pyramide de Saint-Amand-Montrond, Saint-Amand-Montrond.
- 2016 : AKAGI - cent vues de Paris au château de Villandry, Loire, France.
- 2019 : 85 ans de M. Akagi à la mairie du 15e, Paris.
- 2022 : Paris je t’aime ! pour l’éternité... à la MCJP, Paris.
- 2023 : Kojiro Akagi - Show Must Go On, à la Galerie de Paris / Fonds de Dotation Kojiro Akagi, Village Suisse, Paris

## Collections des musées
- 1975 : Musée de la ville de Toulon, (1 peintures à l'huile), France
- 1979-1981, 1987, 1991-1993, 2013 : Musée Carnavalet de Paris (128 œuvres d'art : 3 peintures à l'huile et 125 aquarelles), France.
- 1981-2013 : Musée Cernuschi, Paris, (1 peintures à l'huile et 1 lithographie) , France.
- 1981-2002 : musée d'art MOA (2 peintures à l'huile, 1 aquarelle) Atami, Japon.
- 1991 : Musées du Vatican, Département des arts modernes religieux (1 peintures à l'huile), Italie
- 1993 : Musée Royal d'Ueno, Tokyo (1 peintures à l'huile). Culture de la préfecture de Kyoto Musée de la ville de Kyoto (1 peinture à l'huile), Japon.
- 1993-1998 : Musée départemental d'Okayama (5 peintures à l'huile, aquarelles et 53 illustrations de Sanyo journal), Japon.
- 1993-2005 : Musée d'art de la ville de Kurashiki  (3 peintures à l'huile), Japon.
- 1998-2009 : Musée WAKO, Kasaoka (3 peintures à l'huile), Japon.
- 2000 : Château musée Grimaldi  Cagnes-sur-Mer (2 sérigraphies), France
- 2001 : Musée de la ville Nariwa (1 aquarelle), Japon.
- 2002-2014 : Musée de la Ville du Grez-sur-Loing (1 peinture à l'huile et 2 aquarelles), France.
- 2003-2005 : Musée Patricia Clark  (1 peinture à l'huile, 2 aquarelles), Iowa, États-Unis.
- 2014 : Musée Toulouse-Lautrec d'Albi (1 aquarelle), France.

## Collections
- 1971-1973 : État français (2 peintures à l'huile), France.
- 1983 : Lycée Saidaiji (1 peinture à l'huile) Okayama, Japon.
- 1986 : Foyer des Lycennes (1 peinture à l'huile) Paris, France.
- 1993 : Hôtel de ville d'Okayama l (1 peinture à l'huile), Japon.
- 1996-2006 : Ambassade du Japon à Paris (1 peinture à l'huile et aquarelles 2), France.
- 1997 : Lycée Sanyo de filles, Okayama (1 peinture à l'huile et 2 gravures), Japon.
- 1998 : Bibliothèque du Trocadéro, Paris (1 gravure) France.
- 2000 : Université d'Okayama (1 gravure), Japon.
- 1975-2010 : Bibliothèque nationale, Paris (Gravure de collecte), France.
- 2011 : Maison de la culture du Japon à Paris (1 peinture à l'huile) , France.
- 2014 : Préfecture d'Okayama (1 peintures à l'huile), Okayama, Japon
- 2018 : Maison franco-japonais (1 peinture à l'huile), Ebisu, Tokyo, Japon
- 2019 : Mairie du 15e (1 peinture à l'huile), Paris, France

## Associations
- 1963 : Membre the Japaneses Artists Association, Japon.
- 1968 : Membre Salon des Indépendants, France.
- 1970 : Membre Salon d'Automne, France.
- 1970 : Membre Associer Salon des Artistes Français (1971 Hors-Concours)
- 1973 : Membre Salon National des Beaux-Arts, France.
- 1982 : Committee Member Salon International des Beaux-Arts, France.
- 1991 : Vice président Confédération Internationale des Travailleurs Intellectuels, France
- 2002 : Vice-président d'honneur Salon national des Beaux-Arts, France.
- 2012 : Administrateur d'honneur de l'association amicale des ressortissants Japonais en France

## Prix
- 1971 : Médaille d'or (aquarelle) au Salon des artistes français.
- 1974 : Médaille d'or (peinture) et Hors-Concours au Salon des artistes français.
- 1975 : Prix du Président de la République au Salon International d'Art Musée de Toulon, Président du Jury Edouard Pignon.
- 1975 : Distinction l'Épingle d'or remise pour sa contribution à l'ouverture du marché du Prêt-à-Porter Français au Japon.
- 1994 : La Médaille du Ruban Bleu Foncé, Gouvernement japonais.
- 1998 : Seconde médaille du Ruban Bleu Foncé, Gouvernement japonais.
- 2000 : Prix galet d'or de l'estampe au festival international du château musée Grimaldi  Cagnes-sur-Mer, France.
- 2002 : Prix Puvis de Chavanne au Salon national des Beaux-Arts, France.
- 2002 : Diplôme d'Honneur et Coupe argent du Ministre des Affaires Étrangères Japonais.
- 2005 : Ordre du Soleil levant rayons d'or avec rosette, grade d'officier, Japon.
- 2011 : Prix de Peinture Salon d'automne 2011, France.
- 2014 : Chevalier de l'ordre des arts et des lettres, France.
- 2014 : Prix Alfred-Verdaguer de peinture de l'Institut de France par l'Académie des beaux-arts.
- 2019 : Médaille de la Mairie du 15e arrondissement.